# Kim Hwang-hyun
Kim Hwang-hyun (koreanisch 김광현;* 24. November 1967 in Anju) ist ein ehemaliger nordkoreanischer Eisschnellläufer.
Kim belegte bei den Olympischen Winterspielen 1984 in Sarajevo den 38. Platz über 1000 m, den 36. Rang über 1500 m und den 33. Platz über 5000 m. Zwei Jahre später lief er bei den Winter-Asienspielen in Sapporo jeweils auf den achten Platz über 1500 m und 10000 m sowie auf den fünften Rang über 5000 m.

## Persönliche Bestzeiten
| Disziplin | Zeit         | Datum             | Ort      |
| --------- | ------------ | ----------------- | -------- |
| 500 m     | 41,74 s      | 23. Januar 1985   | Budapest |
| 1000 m    | 1:21,86 min  | 23. Januar 1985   | Budapest |
| 1500 m    | 2:05,00 min  | 27. Dezember 1985 | Pujon    |
| 3000 m    | 4:38,10 min  | 30. Januar 1987   | Sanok    |
| 5000 m    | 7:32,00 min  | 1. Dezember 1985  | Pujon    |
| 10000 m   | 15:30,00 min | 10. Januar 1987   | Pujon    |